# کریستا ولف
کریستا ولف (به آلمانی: Christa Wolf) ‏ (۱۸ مارس ۱۹۲۹–۱ دسامبر ۲۰۱۱) نویسنده آلمانی بود. او را مشهورترین نویسندهٔ زن آلمانی قرن بیستم، و در کنار گونتر گراس از مهم‌ترین چهره‌های ادبیات پس از جنگ جهانی دوم می‌خوانند.

## زندگی
کریستا ولف ۱۹۲۹ در لهستان متولد شد. پس از جنگ در آلمان شرقی ماند و از مخالفان وحدت دو آلمان بود. ولف که به این دلیل از سوی منتقدان به شدت مورد حمله قرار گرفت محبوبیت خود در میان خوانندگان را هرگز از دست نداد. کریستا ولف یکی از مشهورترین نویسندگان آلمانی پس از جنگ دوم جهانی است و آثارش بیش از هر زن آلمانی‌زبانی به زبان‌های دیگر ترجمه شده. تجربهٔ جنگ و جنایت‌های نازی‌ها او را مانند بسیاری از هم نسلانش به آرمان‌های جامعهٔ سوسیالیستی شدیداً دلبسته و امیدوار کرد. ولف از سر همین علاقه آلمان شرقی را ترک نکرد و تا فروریختن دیوار برلین در جستجوی راه‌هایی برای بهبود وضعیت کشور با حفظ حکومت سوسیالیستی بود.

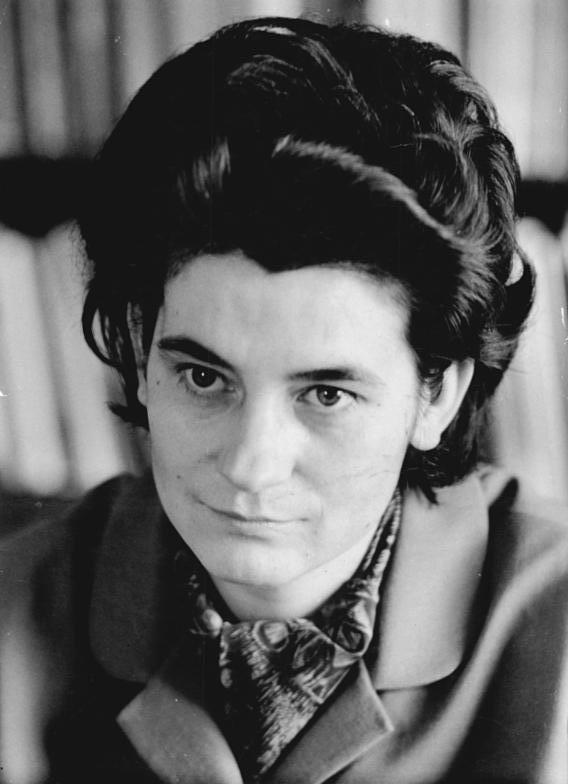
۱۹۶۳

کریستا ولف در جوانی به حزب متحد سوسیالیست آلمان پیوست و از سال ۱۹۶۳ نامزد عضویت در کمیته مرکزی بود. او ۱۹۶۷ پس از یک سخنرانی صریح در نشست این کمیته، که در آن از سیاست‌های فرهنگی حزب به شدت انتقاد کرد، با محدودیت‌های فراوانی روبرو شد و زیر نظر نیروهای امنیتی قرار داشت. به رغم این، کریستا ولف آلمان سوسیالیستی را به غرب ترجیح می‌داد و با وحدت دو آلمان مخالف بود. او در سال ۱۹۸۹، گرچه از عضویت در حزب کناره گرفت، همراه با برخی دیگر از نویسندگان آلمان شرقی مانند اشتفان‌هایم فعالیت وسیعی را علیه وحدت دو آلمان و در دفاع از استقلال آلمان شرقی به راه انداخت. همین موضع گیری‌ها باعث شد منتقدان و روزنامه نگاران غرب به او لقب «نویسندهٔ دولتی» بدهند و به شدت بر او بتازند.

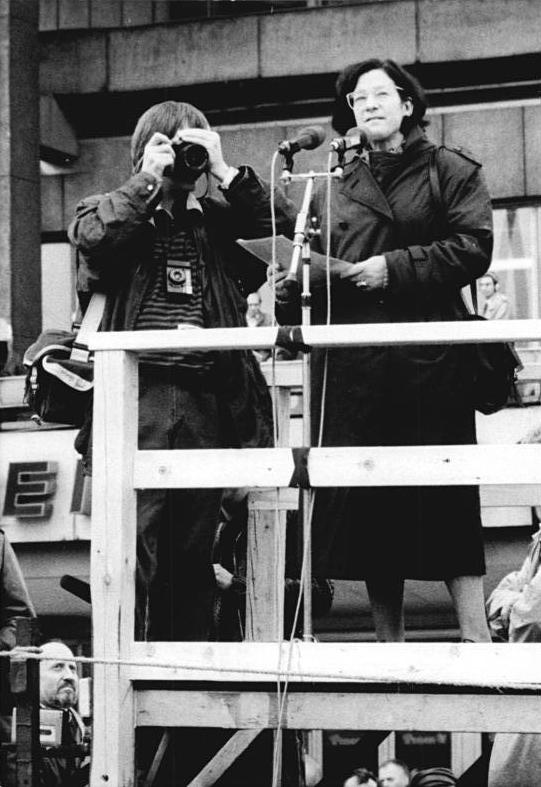
کریستا ولف ۱۹۸۹

انتقاد به ولف با اعتراف او به همکاری کوتاه مدت با نیروهای امنیتی اوج و خشونت بیشتری گرفت؛ گرچه این نویسنده که ۲۰ سال تحت نظر بود و فعالیت‌هایش کنترل می‌شد، همواره با قاطعیت از حقوق هنرمندان معترض دفاع می‌کرد. او که در آلمان شرقی به اتهام «درون‌گرایی» و «فردگرایی» و انتقاد از استبداد استالینی سرزنش می‌شد در دوران فروپاشی بلوک شرق، به جرم دفاع از استقلال آلمان شرقی و نقد جامعهٔ سرمایه‌داری فشارهای زیادی را تحمل کرد. پس از رو شدن اسناد آلمان شرقی مشخص شد همکاری غیر رسمی او با نیروهای امنیتی به نوشتن چند گزارش محدود بوده و در آن‌ها چیزی علیه دیگران وجود ندارد.

## موفقیت اولین رمان
کریستا ولف پس از انتشار «نول‌های روسی» در سال ۱۹۶۱، که توجه چندانی برنینگیخت اولین رمان خود «آسمان قسمت شده» را منتشر کرد که در هر دو آلمان با استقبال فراوان روبرو شد. در این کتاب کشیدن دیوار بین دو برلین، پس زمینهٔ ماجرایی عاشقانه و عاطفی است.
کریستا ولف در سال ۱۹۹۰ کتاب «چه می‌ماند» را منتشر کرد که در دههٔ هفتاد نوشته شده و در آن به موضوع تحت نظر بودنش اشاره دارد. منتقدانی که از مخالفت او با وحدت دو آلمان خشمگین بودند انتشار این کتاب را به مظلوم نمایی تعبیر کردند. نویسنده در جایی از این کتاب می‌نویسد «فکر کردم روزی خواهم توانست سبک بال و آزاد سخن بگویم. هنوز خلی زود است، اما همیشه خیلی زود نیست. آیا نباید خیلی ساده پشت این میز بنشینم، زیر نور این چراغ، کاغذ را جلویم بگذارم، قلم را در دست بگیرم و شروع کنم.»
کریستا ولف که سختی‌ها و مریضی‌های جسمی فراوانی را پس از انتقادهای بی‌رحمانه تحمل کرد از اوایل دههٔ نود از صحنهٔ فعالیت‌های اجتماعی و سیاسی کنار رفت اما نوشتن را با موفقیت ادامه می‌دهد.

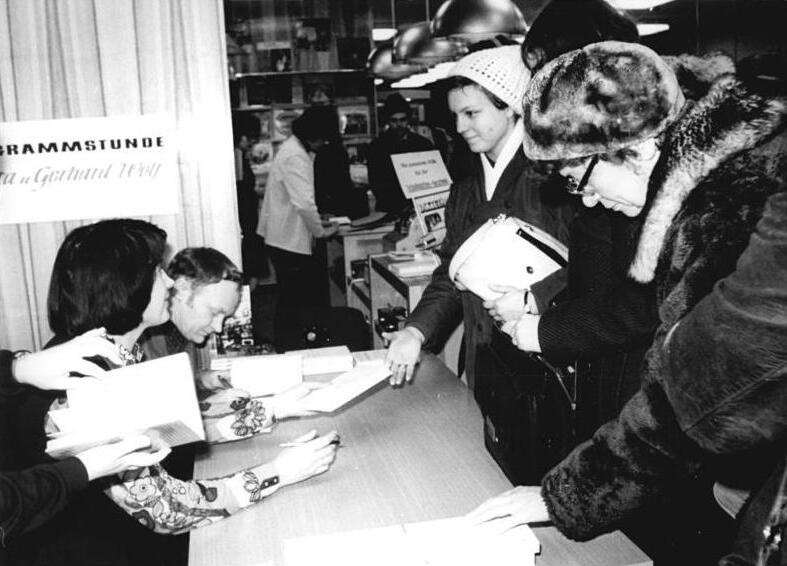
۱۹۷۳ در برلین

ولف در برخی از داستان‌های خود چون «کاساندرا» و «مده‌آ» شخصیت‌ها، افسانه‌ها و اسطوره‌های باستانی را دستمایهٔ آثارش کرده‌است. سرنوشت زنانی که در جامعهٔ مردسالار و جنگ‌افروز به حاشیه رانده می‌شوند یکی دیگر از درونمایه‌های اصلی نوشته‌های این نویسنده‌است که هجدهم مارس ۲۰۰۹ هشتاد ساله شد. کریستا ولف گرچه در غرب شهرت زیادی دارد، در ایران نامی آشنا نیست و ظاهراً، جز یک اثر، کتابی از او به فارسی منتشر نشده‌است.

## آشنایی ولف باگونتر گراس
گونتر گراس برنده جایزه نوبل سال ۱۹۹۹ در مورد آشنایی خود با ولف و ارتباط تنگاتنگ میان نویسندگان دو آلمان می‌گوید: «این آشنایی با «آسمان قسمت شده» شروع شد. پیشتر هم در ارتباط با آثار اووه یانسون [نویسنده دیگر آلمان شرقی] ادبیاتی در ارتباط با یکدیگر شکل گرفته بود. کریستا ولف را به هیچ وجه نمی‌توان در مجموعهٔ ادبیات آلمانی زبان نادیده گرفت. او همچنان به این مجموعه تعلق دارد و همین اهمیت او را نشان می‌دهد؛ و من اینجا منظورم فقط آثاری که او در دوران آلمان شرقی سابق نوشت نیست، بلکه همین که او پس از یکی شدن دو آلمان و به رغم زخم‌هایی که بر او زدند به نوشتن ادامه داد، جایگاه او را به عنوان یک نویسنده‌ای بزرگ تثبیت می‌کند.»

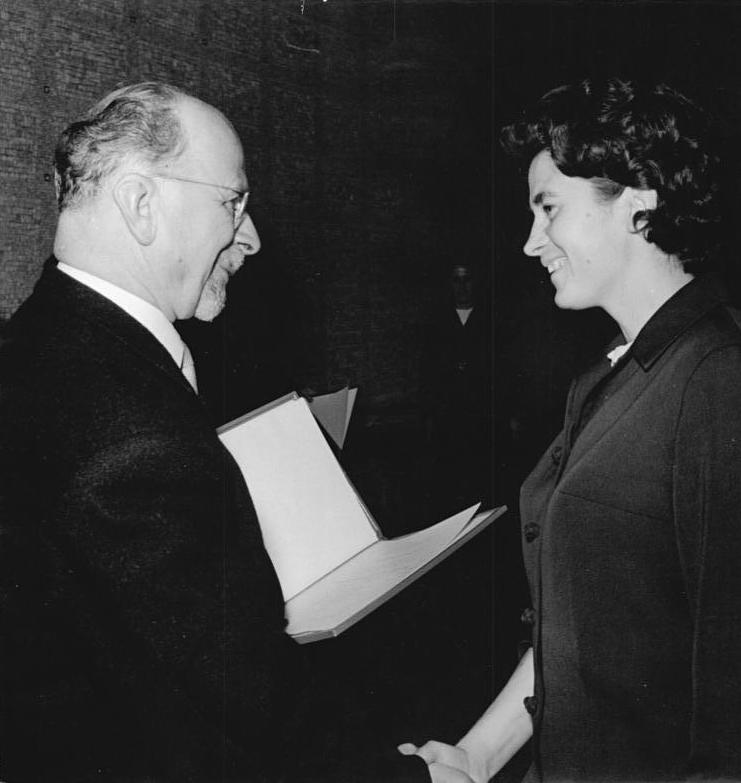
۱۹۶۴ در کنار والتر اولبیرچ

هیئت داوران «جایزهٔ کتاب آلمان» در سال ۲۰۰۲ بر این قضاوت گراس صحه می‌گذارد و نخستین جایزهٔ خود را برای تقدیر از فعالیت‌های ادبی ولف، و از جمله به این دلیل که «با شهامت در بحث‌های مهم وحدت دو آلمان دخالت کرد» به او اهدا می‌کند.
گراس در سال ۱۹۹۹ به مناسبت هفتاد سالگی کریستا ولف گفت: «او یکی از نویسندگان مهم، و نه تنها مهم که یکی از وزنه‌های ادبیات پس از جنگ است. تمام موضوع‌هایی که ما را، به ویژه نسل مرا، به خود مشغول می‌کنند ریشه در همین سالها دارند. ما، به‌خصوص ما هفتاد ساله‌های امروز، وظیفه داریم نسل‌های جوانتر را، که البته گناه جنگ را بر گردن ندارد اما حاضر است مسئولیت بپذیرد، آگاه کنیم. آگاهی‌هایمان را با آنها در میان بگذاریم. ما باید نه به شکل تحمیلی و معلم وار، که در قالب آثار ادبی، تأثیر گذشته را در زمان حال برای آنها آشکار کنیم.»

## درون مایه آثار
ولف در اغلب آثارش به جای ارائهٔ پاسخ‌های آماده در مورد مسائل انسانی و اجتماعی تلاش دارد خواننده را به فکر وادارد. آثار او از این منظر با آنچه ادبیات رسمی کشورهای سوسیالیستی به شمار می‌رفت تفاوت اساسی دارد. ولف برخلاف سنت رایح در ادبیات رئالیسم سوسیالیستی، و به جای ساختن شخصیت‌هایی که قرار است نمونه و سرمشق خوانندگان باشند به کندوکاو در زندگی شخصی انسان‌ها می‌پردازد. نگاه صلح طلبانه، و توجه به مسائل و معضلات زنان از درونمایه‌های اصلی آثار ولف است.

## جوایز
- جایزهٔ کتاب آلمان (۲۰۰۷)

کریستا ولف، نویسندهٔ صاحب‌نام آلمانی، در سن ۸۲ سالگی در برلین چشم از جهان فروبست. او را مشهورترین نویسندهٔ زن آلمانی قرن بیستم، و در کنار گونتر گراس از مهم‌ترین چهره‌های ادبیات پس از جنگ دوم می‌خوانند.
کریستا ولف، نویسندهٔ مشهور آلمانی، در پی بیماری‌ای طولانی پیش از ظهر پنجشنبه (اول دسامبر/ ۱۰ آذر) در سن ۸۲ سالگی در برلین درگذشت. این خبر را انتشارات «زورکامپ» اعلام کرد.
این نویسنده که در سال ۱۹۲۹ در لهستان متولد شد پس از جنگ جهانی دوم در آلمان شرقی (سابق) ماند و از مخالفان وحدت دو آلمان بود. ولف که به این دلیل از سوی منتقدان به شدت مورد حمله قرار گرفت، محبوبیت خود در میان خوانندگان را هرگز از دست نداد.
کریستا ولف یکی از مشهورترین نویسندگان آلمانی پس از جنگ دوم جهانی است و آثارش بیش از هر زن آلمانی‌زبانی به زبان‌های دیگر ترجمه شده‌است. تجربهٔ جنگ و جنایت‌های نازی‌ها او را مانند بسیاری از هم نسلانش به آرمان‌های جامعهٔ سوسیالیستی شدیداً دلبسته و امیدوار کرد. ولف از سر همین علاقه آلمان شرقی را ترک نکرد و تا فروریختن دیوار برلین در جستجوی راه‌هایی برای بهبود وضعیت کشور با حفظ حکومت سوسیالیستی بود.
علیه وحدت دو آلمان
کریستا ولف در جوانی به حزب متحد سوسیالیست آلمان پیوست و از سال ۱۹۶۳ نامزد عضویت در کمیته مرکزی بود. او ۱۹۶۷ پس از یک سخنرانی صریح در نشست این کمیته که در آن از سیاست‌های فرهنگی حزب به شدت انتقاد کرد، با محدودیت‌های فراوانی روبرو شد و زیر نظر نیروهای امنیتی قرار داشت.
به رغم این، کریستا ولف آلمان سوسیالیستی را به غرب ترجیح می‌داد و با وحدت دو آلمان مخالف بود. او در سال ۱۹۸۹، گرچه از عضویت در حزب کناره گرفت، همراه با برخی دیگر از نویسندگان آلمان شرقی مانند اشتفان‌هایم فعالیت وسیعی را علیه وحدت دو آلمان و در دفاع از استقلال آلمان شرقی به راه انداخت. همین موضع‌گیری‌ها باعث شد منتقدان و روزنامه‌نگاران غرب به او لقب «نویسندهٔ دولتی» بدهند و به شدت بر او بتازند.
انتقاد به ولف با اعتراف او به همکاری کوتاه‌مدت با نیروهای امنیتی اوج و خشونت بیشتری گرفت؛ گرچه این نویسنده که ۲۰ سال تحت نظر بود و فعالیت‌هایش کنترل می‌شد، همواره با قاطعیت از حقوق هنرمندان معترض دفاع می‌کرد.
او که در آلمان شرقی به اتهام «درون‌گرایی» و «فردگرایی» و انتقاد از استبداد استالینی سرزنش می‌شد، در دوران فروپاشی بلوک شرق به جرم دفاع از استقلال آلمان شرقی و نقد جامعهٔ سرمایه‌داری، فشارهای زیادی را تحمل کرد. پس از رو شدن اسناد آلمان شرقی مشخص شد همکاری غیررسمی او با نیروهای امنیتی به نوشتن چند گزارش محدود بوده و در آن‌ها چیزی علیه دیگران وجود ندارد.
موفقیت اولین رمان
کریستا ولف پس از انتشار «نول‌های روسی» در سال ۱۹۶۱ که توجه چندانی برنینگیخت اولین رمان خود، «آسمان قسمت شده» را منتشر کرد که در هر دو آلمان با استقبال فراوان روبرو شد. در این کتاب تقسیم برلین با دیوار به دو بخش، پس زمینهٔ ماجرایی عاشقانه و عاطفی است.
گونتر گراس، برنده جایزه نوبل سال ۱۹۹۹، در مورد آشنایی خود با ولف و ارتباط تنگاتنگ میان نویسندگان دو آلمان می‌گوید: «این آشنایی با «آسمان قسمت شده» شروع شد. پیشتر هم در ارتباط با آثار اووه یانسون [نویسنده دیگر آلمان شرقی] ادبیاتی در ارتباط با یکدیگر شکل گرفته بود. کریستا ولف را به هیچ وجه نمی‌توان در مجموعهٔ ادبیات آلمانی‌زبان نادیده گرفت. او همچنان به این مجموعه تعلق دارد و همین اهمیت او را نشان می‌دهد؛ و من اینجا منظورم فقط آثاری که او در دوران آلمان شرقی سابق نوشت نیست، بلکه همین که او پس از یکی شدن دو آلمان و به رغم زخم‌هایی که بر او زدند به نوشتن ادامه داد، جایگاه او را به عنوان یک نویسنده‌ای بزرگ تثبیت می‌کند».
هیئت داوران «جایزهٔ کتاب آلمان» در سال ۲۰۰۲ بر این قضاوت گراس صحه گذاشت و نخستین جایزهٔ خود را برای تقدیر از فعالیت‌های ادبی ولف، و از جمله به این دلیل که «با شهامت در بحث‌های مهم وحدت دو آلمان دخالت کرد» به او اهدا کرد.
ولف در اغلب آثارش به جای ارائهٔ پاسخ‌های آماده در مورد مسائل انسانی و اجتماعی، تلاش دارد خواننده را به فکر وادارد. آثار او از این منظر با آنچه ادبیات رسمی کشورهای سوسیالیستی به شمار می‌رفت، تفاوت اساسی دارند. ولف برخلاف سنت رایج در ادبیات رئالیسم سوسیالیستی، و به جای ساختن شخصیت‌هایی که قرار است نمونه و سرمشق خوانندگان باشند، به کندوکاو در زندگی شخصی انسان‌ها می‌پردازد. نگاه صلح‌طلبانه و توجه به مسائل و معضلات زنان، از درونمایه‌های اصلی آثار ولف است.
گراس در سال ۱۹۹۹ به مناسبت هفتاد سالگی کریستا ولف گفته بود: «او یکی از نویسندگان مهم، و نه تنها مهم که یکی از وزنه‌های ادبیات پس از جنگ است. تمام موضوع‌هایی که ما را، به ویژه نسل مرا، به خود مشغول می‌کنند ریشه در همین سالها دارند. ما، به‌خصوص ما هفتاد ساله‌های امروز، وظیفه داریم نسل‌های جوان‌تر که البته گناه جنگ را بر گردن ندارند اما حاضرند مسئولیت بپذیرند، را آگاه کنیم. آگاهی‌هایمان را با آنها در میان بگذاریم. ما باید نه به شکل تحمیلی و معلم‌وار که در قالب آثار ادبی تأثیر گذشته را در زمان حال برای آنها آشکار کنیم».
کریستا ولف در سال ۱۹۹۰ کتاب «چه می‌ماند» را منتشر کرد که در دههٔ ۱۹۷۰ نوشته شده و در آن به موضوع تحت نظر بودنش اشاره شده‌است. منتقدانی که از مخالفت او با وحدت دو آلمان خشمگین بودند انتشار این کتاب را به مظلوم‌نمایی تعبیر کردند. ولف در جایی از این کتاب می‌نویسد «فکر کردم روزی خواهم توانست سبک‌بال و آزاد سخن بگویم. هنوز خلی زود است اما همیشه خیلی زود نیست. آیا نباید خیلی ساده پشت این میز بنشینم، زیر نور این چراغ، کاغذ را جلویم بگذارم، قلم را در دست بگیرم و شروع کنم».
کریستا ولف که سختی‌ها و مریضی‌های جسمی فراوانی را پس از انتقادهای بی‌رحمانه تحمل کرد، از اوایل دههٔ ۱۹۹۰ از صحنهٔ فعالیت‌های اجتماعی و سیاسی کنار رفت.
ولف در برخی از داستان‌های خود چون «کاساندرا» و «مده‌آ» شخصیت‌ها، افسانه‌ها و اسطوره‌های باستانی را دستمایهٔ آثارش کرد. سرنوشت زنانی که در جامعهٔ مردسالار و جنگ‌افروز به حاشیه رانده می‌شوند، یکی دیگر از درونمایه‌های اصلی نوشته‌های این نویسنده است. کریستا ولف گرچه در غرب شهرت زیادی دارد، اما در ایران نامی آشنا نیست و ظاهراً جز یک اثر کتابی از او به فارسی منتشر نشده‌است.

## آثار
- نول‌های روسی (۱۹۶۱)
- آسمان تقسیم شده

این رمان در سال ۱۳۹۴ توسط نشر روزگار با ترجمه ابوذر آهنگر منتشر گردید.
این داستان بلندِ زیبا به سرگذشت دختر و پسر جوانی می‌پردازد که علی‌رغم علاقهٔ بسیار به یکدیگر به علت احداث دیوار برلین و جدایی دو آلمان و نیز جدایی عقاید ایشان، از هم فاصله می‌گیرند.
- کاساندرا (۱۹۸۳)
- چه می‌ماند
- شهر فرشته‌ها (۲۰۱۰)